# ایشتوویگو
ایشتوویگو یا آستیاگ یا آژِی‌دهاگ چهارمین و آخرین پادشاه ماد بود. بر اساس تواریخ هرودوت ایشتوویگو حدوداً از سال ۵۸۵ تا ۵۵۰ پیش از میلاد به مدت ۳۵ سال حکومت کرد.
ایشتوویگو پس از مرگ پدرش هووخشتره به حکومت ماد رسید. از اقدام‌های ایشتوویگو، جنگ با لیدیه بود که در نهایت، موجب پیمان صلح او با پادشاه لیدیه و ازدواج او با آرینیس، خواهر کرزوس شد. از دیگر اقدام‌های منتسب شده به ایشتوویگو لشکرکشی به قفقاز و ایلام است.
ایشتوویگو پدر ماندانا و برادر آمیتیس بود. ماندانا با کمبوجیه یکم ازدواج کرد که حاصل این ازدواج تولد کوروش دوم یا کوروش بزرگ بود. کوروش در ۵۵۰ پیش از میلاد علیه سلطنت پدربزرگش شورش کرد و او را از سلطنت خلع کرد. با خلع ایشتوویگو از سلطنت حکومت ۱۲۸ ساله مادها پایان یافت و شاهنشاهی هخامنشی بنیان نهاده شد.
اطلاعات زیادی در مورد دوران حکومت ایشتوویگو در دسترس نیست و قضاوت در مورد شخصیت و دوران حکومت او به دلیل کمبود منابع و گزارش‌های متناقض ممکن نیست.

## ریشهٔ نام
| بابلی                           | 𒅖𒌅𒈨𒄖Iš-tu-me-gu      |
| یونانی (تاریخ هرودوت)           | ἈστυάγηςAstuágēs     |
| یونانی (فوتیوس به‌نقل از کتزیاس) | ἈστυΐγαςAstuigâs     |
| یونانی (دیودور سیسیلی)          | ἈσπάδαςAspádas       |
| اوستایی                         | 𐬀𐬲𐬌⸱𐬛𐬀𐬵𐬁𐬐𐬀Aži.Dahāka |

ایشتوویگو در یونانی Astuágēs (در تاریخ هرودوت) و Astuígas و Astuigâs (در فوتیوس به نقل از کتزیاس) و در متون بابلی به صورت Iš-tu-me-gu ضبط شده‌است. این واژه‌ها به صورت مشترک بازتابی از کلمه ایرانی باستان *Ṛšti-vaiga- به معنی «نیزه‌انداز» هستند. صورت ایلامی این کلمه، Iš-ti-/Ir-iš-ti-man-ka، چندین بار در لوح‌های استحکامات پرسپولیس دیده می‌شود که وابسته بودن آن‌ها به نام ایشتوویگو، مورد مناقشه است.

## پادشاهی

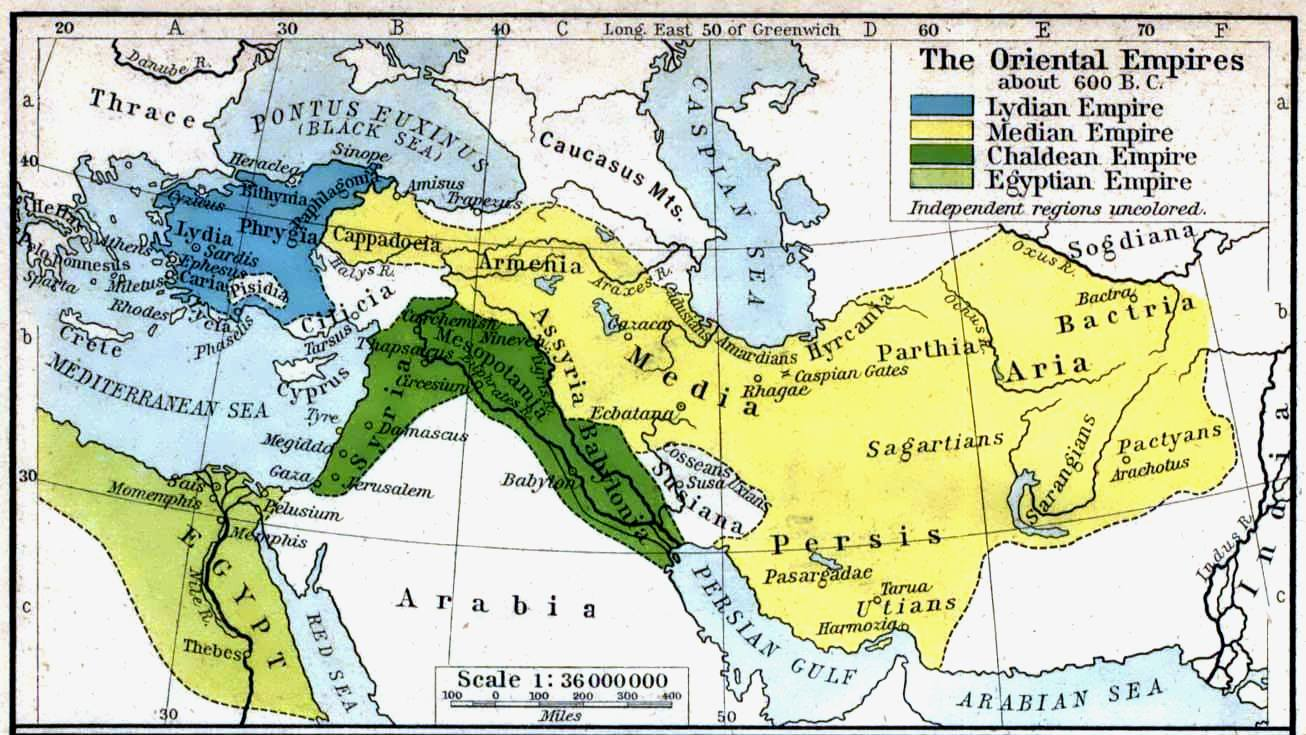
امپراتوری‌های ماد، لیدی، بابل و مصر

آستیاگ، فرزند هووخشتره بود. وی پس از مرگ پدرش در ۵۸۴ پیش از میلاد، به‌جای او بر تخت نشست و بنا به گفتهٔ هرودوت، به‌مدت ۳۵ سال یعنی تا ۵۵۰ پیش از میلاد حکومت کرد. در مورد نخستین حوادث حکومت آستیاگ کتزیاس از لشکرکشی او به سرزمین کادوسی سخن به میان می‌آورد، در حالی که گزنفون از یک لشکرکشی به ارمنستان، آن هم به انگیزه پایان دادن به جنگ میان ارمنی‌ها و قبیلهٔ گرجی‌زبان کلدایی سخن می‌گوید.
آستیاگ در گزارش‌های تاریخی هرودوت و کتزیاس بسیار متفاوت به تصویر کشیده شده‌است.

### جنگ با لیدیه
مهم‌ترین اقدام سیاسی آستیاگ، ادامهٔ جنگ‌های زمان هووخشتره با کشور لیدیه بود که آن نیز به نتیجه‌ای نرسید و سرانجام به دنبال این نبردهای بی‌حاصل، معاهده صلحی بین دو طرف منعقد شد که طی آن، دختر فرمانروای لیدیه، به همسری آستیاگ درآمد. بدین ترتیب، دشمنی‌ها تبدیل به دوستی شد. این خویشاوندی سبب شد که مادها در مورد حاکمیت بر لیدیه، حقی برای خود قائل شوند. کرزوس، برادر همسر آستیاگ، در آینده‌ای نه چندان دور، فرمانروای لیدیه شد که این موضوع، در نبردهای بعدی بین پارس‌ها و لیدیایی‌ها تأثیر گذاشت.

### ازدواج‌ها و روابط سیاسی
علاوه بر ازدواج خود آستیاگ با دختر فرمانروای لیدیه، ماندانا و آمیتیس دو دختر آستیاگ نیز ازدواج‌های سیاسی داشتند. بر اساس منابع کلاسیک یونانی ماندانا با کمبوجیه یکم حاکم پارس ازدواج کرد. از این ازدواج در منابع کلاسیک تعبیرهای متفاوتی شده از جمله تلاش برای برقراری یک رابطه مستقیم بین مادها و پارس‌ها. تعبیر دیگر از این ازدواج این بود که بر اساس خواب آستیاگ پسر ماندانا تبدیل به خطری برای خود آستیاگ می‌شد و آستیاگ برای رفع این خطر ماندانا را به عقد کمبوجیه یکم پارسی درآورد که از دید آستیاگ از لحاظ اجتماعی در رده پایین‌تری قرار داشت و خطری از سوی او پادشاهی‌اش را تهدید نمی‌کرد.

### کاخ آستیاگ
بنابر نوشته‌های هرودوت، این کاخ توسط هفت دیوار تو در توی دفاعی محافظت می‌شد، هر دیواری تا کنگره و باروی دیوار دیگر بالا می‌آمد، و کنگره‌های هر دیواری رنگ خاصی داشت. دو دیوار درونی که محافظ کاخ بودند، با ورقه‌های طلا و نقره پوشانده شده بودند. بنا بر نوشته‌های پولی‌بیوس، محیط کاخ به هفت استادیا (حدود یک کیلومتر) می‌رسید، سقف کاخ با چوب سرو ساخته شده و رویش را با ورقه‌های طلا و نقره پوشانده بودند.

### نبرد با پارسیان

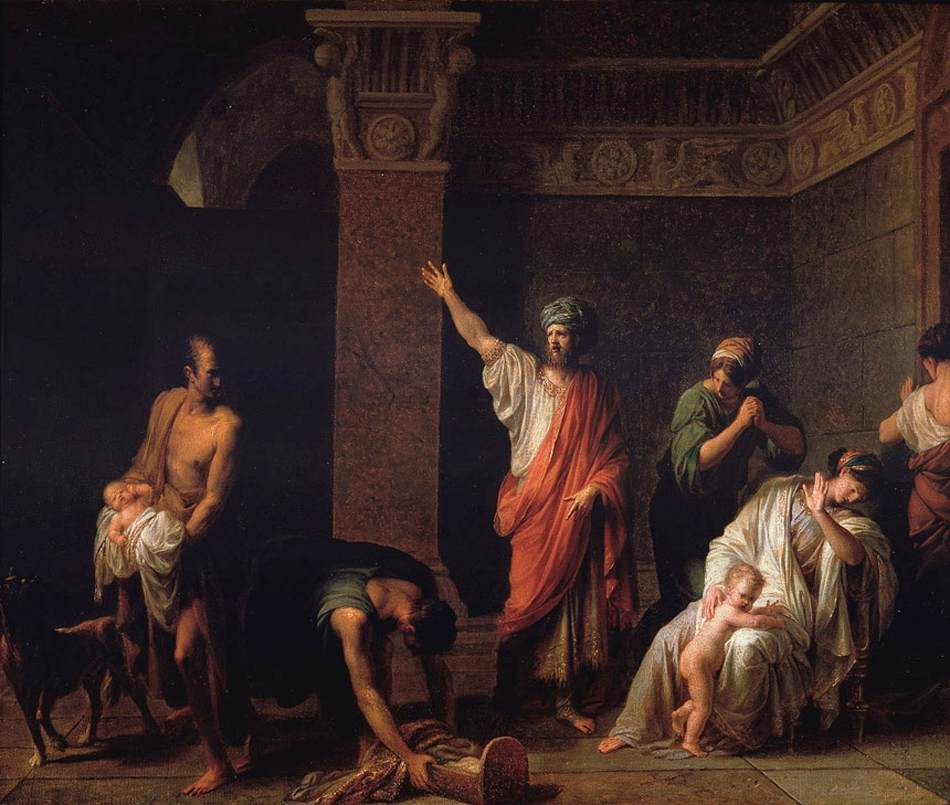
نگاره آستیاگ، پادشاه ماد، در حال فرمان دادن و گسیل داشتن هارپاگ برای کشتن کوروش خردسال

در ۵۵۸ پ. م، کوروش دوم شاه اقوام و طوایف پارسی شد. مرکز فرماندهی او در پاسارگاد بود. کوروش نیز مانند پدرش کمبوجیه اول، در آغاز در مقابل آستیاگ مطیع و فرمانبردار بود. در این دوران، ماد خود را برای حمله‌ای به بابل آماده می‌کرد. ولی حمله آستیاگ به بابل به دلیل شوریدن کوروش و نبردهای او با آستیاگ انجام نشد.
بنابر تاریخ بابلی، در سال ششم سلطنت نبونئید، آستیاگ سپاهیان خود را گردآوری کرد و علیه کوروش پادشاه اَنشان به جنگ پرداخت. سپاهیان آستیاگ علیه وی شوریدند و او را اسیر کردند. آن‌ها وی را تحویل کوروش دادند. آنگاه کوروش به سوی پایتخت یعنی شهر آگمتانو ( اکباتان / هگمتانو/ آمدانه ) پیش رفت. نقره، طلا و سایر اجناس گرانبهایی را که وی به عنوان غنیمت جنگی در آن شهر تصاحب کرد به اَنشان منتقل نمود.

## جانشینی

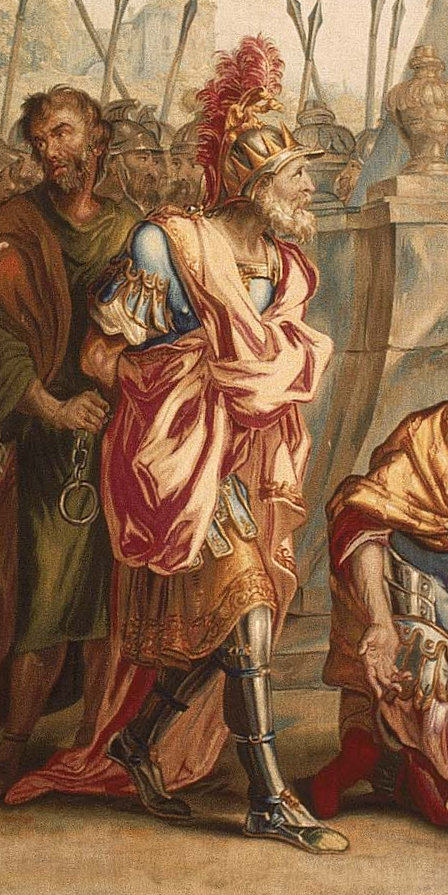
آستیاگ در زنجیر خود را تسلیم کوروش میکند

به نظر می‌رسد که کوروش پادشاهی ماد را منسوخ نکرد. در عوض، انتقال قدرت از خاندانی به خاندان دیگر بود. به هر حال، کوروش و جانشینانش، عنوان‌های رسمی شاهان ماد و سیستم مدیریتی آن‌ها را پذیرفتند. در امپراتوری هخامنشی، ماد موقعیتش را به عنوان دومین استان بعد از پارس به دست آورد. اشراف‌زادگان مادی در همان جایگاهشان در حکومت کوروش و جانشینانش (به رغم شورش علیه داریوش یکم در ۵۲۱ پ.م. توسط گوبریاس) باقی ماندند. اولین حکمران بابل بعد از فتح توسط پارس‌ها، یک مادی بود. در گاهشماری نبونئید، او به عنوان «حکمران دیار گوتیان» گواهی داده شده‌است که بابل را به‌دست آورده‌است. در اول هزاره پ.م. گوتیم نام ماد، یا حداقل، قسمت غربی‌اش بود. همچنین ذکر شده که علاوه بر پارسی‌ها و ایلامی‌ها، مادی‌ها هم در گارد جاویدان ۱۰ هزار نفری هخامنشی خدمت می‌کردند. یهودیان، یونانیان و مصریان، و دیگر مردم‌ دنیای باستان، پارس‌ها را مادی خواندند و حکومت پارس‌ها را ادامه ماد شمردند. به استناد برخی مدارک بابلی که بعد از فتح میان‌رودان توسط پارس‌ها، نوشته شده‌است، بسیاری از مادها در مقام‌های عالی‌رتبه استانی، افسران نظامی و سربازهای سلطنتی در بابل اشتغال داشتند. به علاوه، به نظر می‌رسد که مادها در بابل و دیگر شهرهای بزرگ به عنوان افراد خصوصی زندگی می‌کردند. اسناد میخی همچنین تأیید می‌کنند که تاجران بابلی با داد و ستدهای مختلفی در هگمتانه و دیگر شهرهای مبادرت می‌ورزیدند. کوروش پس از تسخیر سرزمین ماد، رسماً خود را فرمانروای ماد خواند و لقب شاهان ماد را به خود اختصاص داد: «شاه ماد (شاه بزرگ، شاه شاهان، شاه سرزمین‌ها)». اما در عمل، سرزمین ماد توسط یک فرماندار پارسی اداره می‌شد. گرچه هرودوت در بخش‌های پژوهشی کارهایش با کمال دقت بین آداب و رسوم مادها و پارس‌ها تفاوت قائل می‌شود، ولی در فصولی که به افسانه‌ها و داستان‌ها می‌پردازد، شیوه‌های این دو را با یکدیگر مخلوط می‌کند و درهم می‌آمیزد. تئوگنیس و سیمونید و سایر شاعران یونانی نیز پارسی‌ها را اهل ماد خواندند.

## در اساطیر

### ایرانی
جلال خالقی مطلق در مقاله‌ای این فرضیه را مطرح کرده که کیخسرو در شاهنامه همان کوروش و آستیاگ همان افراسیاب است. بر طبق داستان شاهنامه، پس از آنکه به دستور افراسیاب، سیاوش در توران کشته می‌شود، همسر سیاوش، فرنگیس و دختر افراسیاب، پسری می‌زاید که کیخسرو نامیده می‌شود. به علت پیش‌گویی‌هایی که در مورد کیخسرو شده بود، افراسیاب قصد می‌کند تا کودک را از بین ببرد ولی سرانجام از این کار منصرف می‌گردد به این شرط که پیران کودک را به چوپانان سپرده و در نزد آنان رشد کند و از نژاد و خاندان خود آگاه نگردد. پس از آنکه کودک هفت ساله می‌گردد به نزد افراسیاب برده می‌شود. کیخسرو که پیشتر از قصد افراسیاب برای کشتنش آگاه گردیده‌بود به توصیه پیران در پیشگاه افراسیاب، دیوانگی پیشه کرد و از مرگ نجات یافت. پس از این ماجرا گیو به توران رفت و کیخسرو را به همراه مادرش به ایران آورد. سرانجام، کیخسرو پس از بر تخت نشستن در ایران، سپاهی فراهم آورده، به خون‌خواهیِ پدرش به توران یورش برد و پس از جنگ‌های بسیار، افراسیاب را شکست داد و او را کشت.

### ارمنی
اژدَهَک Aždahak فرم ارمنی وام‌واژه پارتی ʾjdhʾg از نام دیو اوستایی آژی دَهاکَ است در اساطیر ایرانی گفته شده که در کوه دماوند به بند کشیده شده‌است. در شاهنامه، ضحاک (معرب آژی دهاک) به عنوان یک حاکم بیگانه ستمگر ایران با جنبه‌های شیطانی توصیف شده‌است: از کتف‌هایش مار روییده‌است. در اساطیر ارمنی، گفته شده همانند آژی‌دهاک در دماوند، شاه اَرتَوَزد در کوه آرارات زندانی شده‌است. تاریخ‌نویس ارمنی موسس خورناتسی در ضمیمهٔ کتاب اول تاریخ ارمنستان، افسانهٔ مشابه شاهنامه (ظاهراً در نوع ایرانیان شمال‌غربی Θraētaona، فارسی میانه: Frēdōn، که به صورت Hṙudēn آمده‌است) را بازگو می‌کند. او اَژدَهَک را با صفت Biwrasp (پهلوی: Bēwarasp، به معنی صاحب ده هزار اسب در بندهشن) با آستیاگ، شاه مادی همانند می‌کند. شاه ارمنی تیگران، علیه آستیاگ شورش کرده بود.